# The Country Girl / Little Boy Lost
The Country Girl / Little Boy Lost (podtytuł: Bing Crosby Sings Selections from the Paramount Picture) – studyjny album piosenkarza i aktora Binga Crosby'ego wydany w 1955 roku przez Decca Records, zawierający utwory zaprezentowane w filmach Dziewczyna z prowincji (ang. The Country Girl) z 1954 roku i Little Boy Lost z 1953 roku.

## Historia albumu
Bing Crosby odszedł od swoich znanych lekkich ról muzycznych w latach 50. i podjął dwie role dramatyczne w Little Boy Lost i Dziewczynie z prowincji. Żaden z filmów nie był musicalem, ale każdy zawierał piosenki, które pomagały poruszyć akcję. Piosenka „Violets and Violins” nie była śpiewana przez Crosby’ego w filmie, ale przez aktorkę Nicole Maurey. Piosenkę „Dissertation on the State of Bliss (Love and Learn)” Crosby wykonał w filmie z aktorką Jacqueline Fontaine, natomiast na potrzeby albumu nagrał ten utwór z Patty Andrews.

## Lista utworów
| Tytuł                                                                   | Długość |
| ----------------------------------------------------------------------- | ------- |
| „It's Mine, It's Yours (The Pitchman)”                                  | 2:44    |
| „The Search Is Through”                                                 | 2:51    |
| „Dissertation on the State of Bliss (Love and Learn)” (z Patty Andrews) | 3:10    |
| „The Land Around Us”                                                    | 2:47    |

| Tytuł                                           | Długość |
| ----------------------------------------------- | ------- |
| „The Magic Window”                              | 3:18    |
| „A Propos De Rien”                              | 3:07    |
| „Cela M'est Egal (If It's All the Same to You)” | 2:31    |
| „Violets and Violins”                           | 2:25    |